# Невский округ

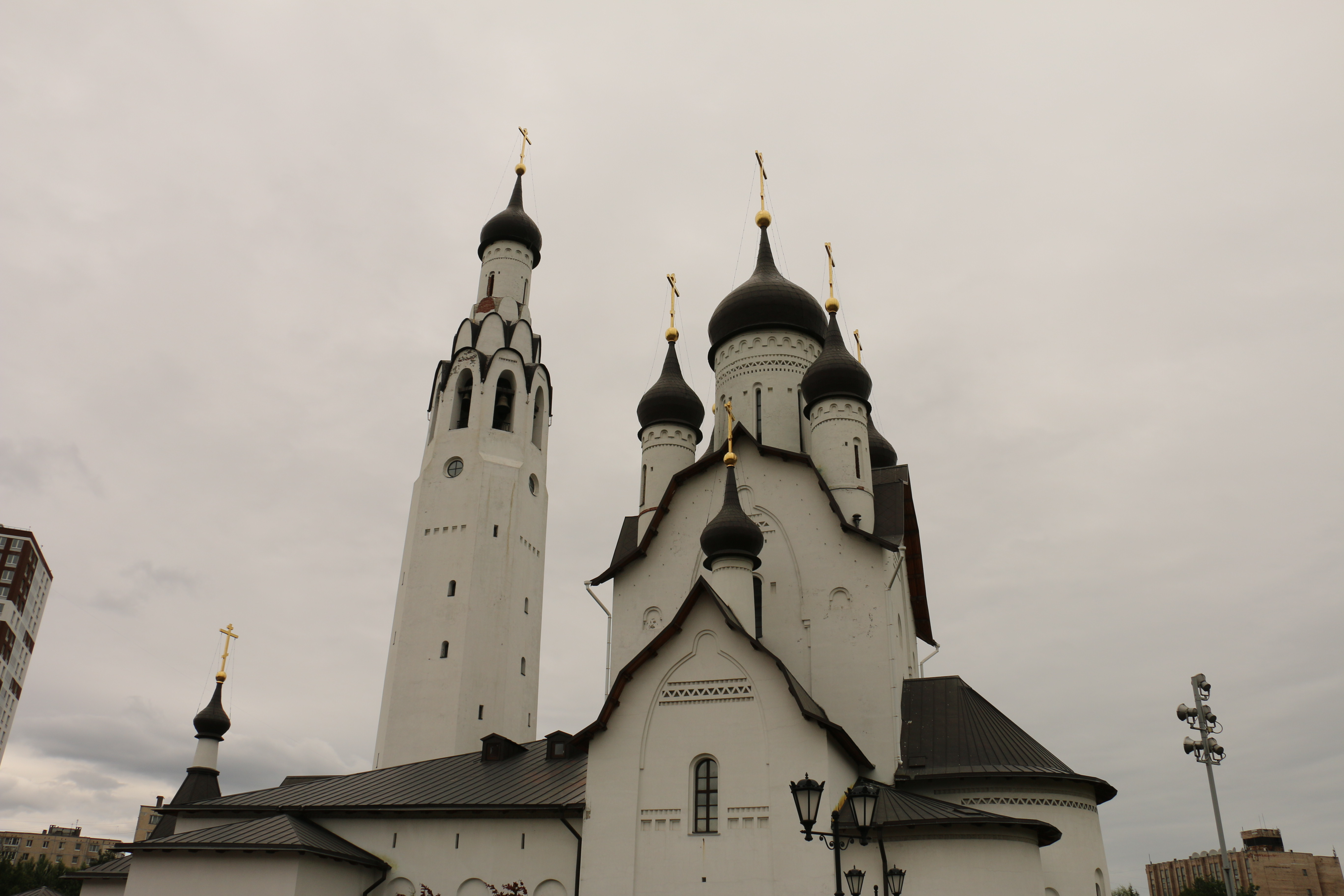
Церковь святого Первоверховного апостола Петра

Не́вский округ — муниципальный округ № 55 в составе Невского района Санкт-Петербурга.
Невский район образован в 1917 году, расположен в восточной части Санкт‑Петербурга. Это единственный район в городе, расположенный по двум берегам Невы. На севере Невский район граничит с Красногвардейским и Центральным районами, на западе – с Фрунзенским районом, на юго-востоке – с Колпинским районом, а на востоке его граница является границей города, к ней примыкает Всеволожский район Ленинградской области.
Площадь Невского района – 6177.4 га (4,3% от общей площади Санкт‑Петербурга). Протяженность с севера на юг – около 20 км, с запада на восток – 8 км. Площадь жилой застройки более 100 га. Район продолжает расти за счет интенсивного жилищного строительства. Транспортное сообщение через Неву обеспечивают три моста: неразводной Большой Обуховский (Вантовый) мост, Володарский мост, Финляндский железнодорожный мост.

## Население
| 2002    | 2010    | 2012    | 2013    | 2014    | 2015    | 2016    |
| ------- | ------- | ------- | ------- | ------- | ------- | ------- |
| 59 714  | ↗61 466 | ↗62 126 | ↗62 925 | ↗63 935 | ↗64 997 | ↗66 075 |
| 2017    | 2018    | 2019    | 2020    | 2021    | 2023    |         |
| ↗66 724 | ↗67 753 | ↗68 788 | ↗69 796 | ↘69 121 | ↗69 327 |         |

## Границы округа
Граница проходит от оси реки Невы по Финляндскому железнодорожному мосту до юго-восточной стороны полосы отвода железной дороги Новый Порт — Ручьи, далее по юго-восточной стороне полосы отвода железной дороги Новый Порт — Ручьи до Дальневосточного проспекта, далее по оси Дальневосточного проспекта до улицы Коллонтай, далее по оси улицы Коллонтай до проспекта Большевиков, далее по оси проспекта Большевиков до улицы Дыбенко, далее по оси улицы Дыбенко до реки Невы, далее по оси реки Невы до Финляндского железнодорожного моста.